# Lopezia ovata
Lopezia ovata là một loài thực vật có hoa trong họ Anh thảo chiều. Loài này được (Plitmann, P.H. Raven & Breedlove) Plitmann, P.H. Raven & Breedlove mô tả khoa học đầu tiên.